# Genocidaris maculata
Espèce
Genocidaris maculata est une espèce d'oursins de la famille des Trigonocidaridae.

## Caractéristiques
C'est un oursin « régulier », caractérisé par un test (coquille) rond couvert de radioles (piquants) réparties sur tout le corps. La bouche (relativement large) se situe au centre de la face orale (inférieure), et l'anus à l'opposé, au sommet de l'apex de la face aborale. C'est un assez petit oursin, dépassant rarement quelques centimètres de diamètre, mais d'allure robuste. Il est généralement de couleur vert pâle, avec des radioles annelées de brun clair, et un apex assez dégagé qui arbore en général un motif de fleur sombre. Les piquants sont courts, lisses et émoussés ; les piquants secondaires, plus courts, sont nombreux et densément implantés.
Pour les caractéristiques squelettiques, se référer à l'article Genocidaris.

## Habitat et répartition
On trouve cet oursin en Méditerranée et dans l'Atlantique jusqu'au Golfe du Mexique, à des profondeurs situées entre 12 et 500 m de fond. Assez rare, il est rarement rencontré à des profondeurs de plongée récréative.

## Liste des sous-espèces
Selon World Register of Marine Species (2 décembre 2014) :
- sous-espèce Genocidaris maculata maculata A. Agassiz, 1869
- sous-espèce Genocidaris maculata splendens Mortensen, 1927